# Pentálofos (ort i Grekland)
Pentálofos är en ort i Grekland.   Den ligger i prefekturen Nomós Thessaloníkis och regionen Mellersta Makedonien, i den norra delen av landet, 300 km norr om huvudstaden Aten. Pentálofos ligger 120 meter över havet och antalet invånare är 2 107.
Terrängen runt Pentálofos är kuperad åt nordost, men åt sydväst är den platt. Runt Pentálofos är det mycket tätbefolkat, med 10 000 invånare per kvadratkilometer. Närmaste större samhälle är Thessaloníki, 12,8 km sydost om Pentálofos. Runt Pentálofos är det i huvudsak tätbebyggt.